# Brian Roberts (giocatore di baseball)
Brian Michael Roberts (Durham, 9 ottobre 1977) è un ex giocatore di baseball statunitense.

## Carriera

### College
Ha giocato nella North Carolina Tar Heels baseball. Nel 1997 nel suo anno da freshman ha battuto con una media di .427 con 102 valide, 24 doppi, 47 basi rubate ottenendo la selezione per il team NCBWA.
Nel suo anno da sophomore ha avuto una media di .353 alla battuta, 13 fuoricampo, 49 RBI, 21 double, 63 SB venendo nominato per il team NCBWA, 2º team per il The Sporting News e 2º team Collegiate Baseball.

### Minor League
Scelto dal draft della Major League Baseball al primo giro del 1999, ha iniziato la propria carriera professionista nella minor league ottenendo la promozione nel 2001.
Ha debuttato nella Single A nel 1999 con i Delmarva giocando 47 partite con una media alla battuta di .240, poi successivamente ha giocato nella Gulf Coast League degli Orioles con una media di .310 in 9 partite disputate.
Successivamente ha disputato 48 partite con una media di .301 alla battuta.

## Major League

### Gli inizi (2001-2002)

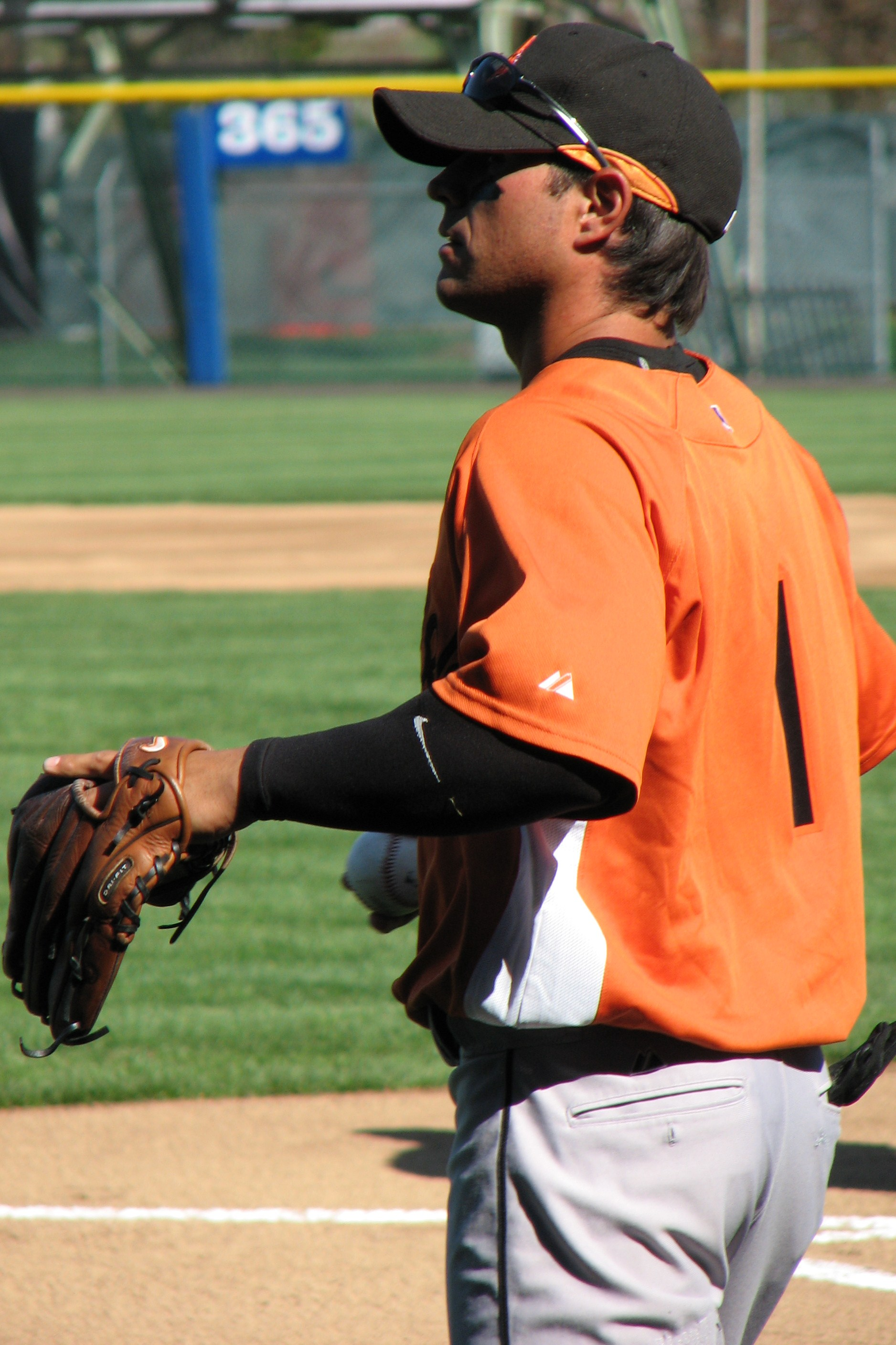
Brian con la maglia dei Baltimore Orioles in una fase di riscaldamento

Il suo debutto ufficiale è avvenuto nel 2001 dove disputò 75 partite con una media alla battuta di .253 transitando anche sempre nella Minor League sia con i Rochester Red Wings della categoria Triple AAA che con i Bowie Baysox.
Nel 2002 ha disputato 38 partite con gli Orioles con una media alla battuta di .227, 22 basi rubate su 26 tentativi prima di giocare nuovamente 78 partite con i Rochester nella minor league Triple AAA.

### Stagione 2003
- 23 basi rubate (ottavo in American League)

Nella stagione 2003 ha iniziato con la squadra affiliata degli Orioles, la squadra canadese degli Ottawa Lynx, dove ha disputato 44 partite con una media alla battuta di .315 prima di passare nella Major League per sostituire il compagno infortunato Jerry Hairston Jr. nella prima squadra.
Ottenne subito al suo secondo appuntamento stagionale nella massima lega americana il suo primo
grand slam durante il 9º ed ultimo inning contro gli Angels of Anaheim.
Ha chiuso la stagione nella MLB con una media alla battuta di .270, 23 basi su 29 tentativi rubate in 112 presenze sul campo di gioco.

### Stagione 2004
- 29 basi rubate (4º in AL)
- 107 runs (11º in AL)
- 50 double (1º in AL)
- 175 hits (15º in AL)

Durante lo Spring training primaverile che apre poi la stagione regolare, Roberts superò il compagno Jerry Hairston Jr. nella posizione di seconda base titolare della squadra giocando 159 delle 162 partite stagionali con la prima posizione di tutta l'American League in double con 50 totali, con una media alla battuta di .273 che gli permise di mettere a segno 175 hits con 29 basi rubate.

### Stagione 2005
- 27 basi rubate (7º in AL)
- 45 double (2º in AL)
- 176 hits (15º in AL)
- Major League Baseball All-Star Game 2005

Nel 2005 dopo la cessione del compagno e rivale di posizione Jerry Hairston Jr., Roberts fu inserito a tempo pieno nella posizione di seconda base affiancando il nuovo arrivato dai Chicago Cubs e veterano Sammy Sosa.
Roberts disputò la stagione 2005 con numeri simili alla precedente, chiudendo questa volta in 2ª posizione nei double e praticamente mettendo a segno il solito numero di hits (176 invece di 175 del 2004) con una media alla battuta di .314 (5º in AL) in 143 presenze.
A metà stagione fu convocato come seconda base di partenza del Major League Baseball All-Star Game.

### Stagione 2006
- 36 basi rubate (6º in AL)
- 36 double (6º in AL)

Nella stagione 2006 si confermò ad altissimi livelli classificandosi nei primi dieci posti dell'American League nelle basi rubate e nei Double.
Nelle basi rubate si classificò sesto assoluto con 36 valide, mentre nei Double si classificò sempre 6º assoluto con 36 seconde basi conquistate.

### Stagione 2007
- 50 basi rubate (1º in AL)
- 42 double (8º in AL)
- 180 hits (17º in AL)
- Major League Baseball All-Star Game 2007

Nel 2007 insieme al compagno Nick Markakis, si classificò nei primi 10 posti negli At Bats con una percentuale alla battuta di 0.290 e di 037 in OBP (opposta).
Per la prima volta in carriera divenne leader dell'American league in basi rubate con 50 (sono attualmente la quarta prestazione di sempre degli Orioles in basi rubate in una singola stagione) guadagnandosi la sua seconda convocazione in carriera all'evento All Star Games.

### Stagione 2008-2009
- (Stagione 2009) Leader con 56 double in AL

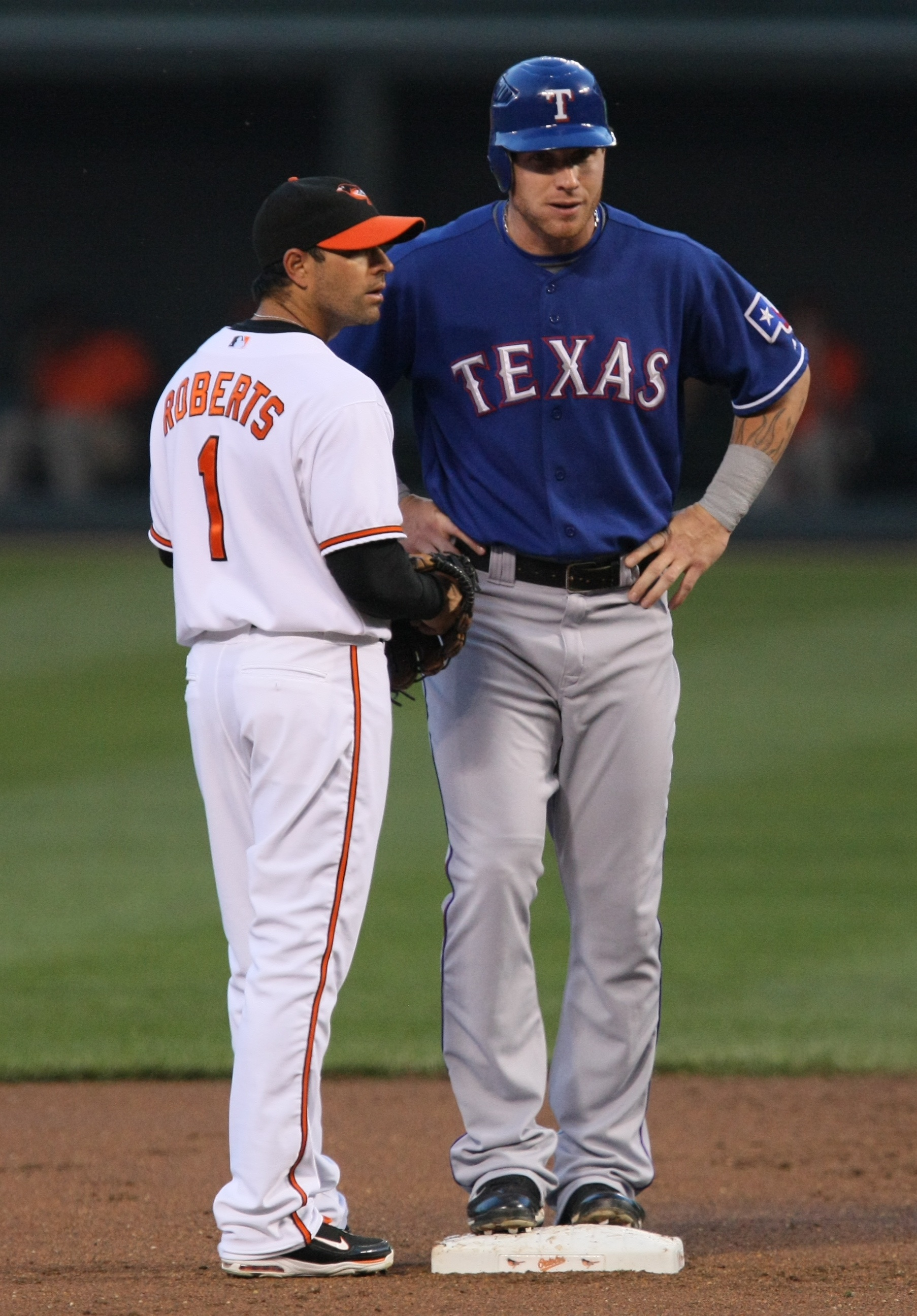
Brian accanto alla stella dei Texas Rangers Josh Hamilton nel 2010

Nel 2008 ha raggiunto la sua millesima valida in carriera mentre nella stagione 2009 è stato per la seconda volta leader dell'American league in double con 56 seconde basi conquistate che sono diventate il nuovo record assoluto di sempre in una stagione degli Orioles.

### Stagione 2010-2014
Dal 2010 al 2012 non ha mai avuto una stagione completa a causa di innumerevoli infortuni che l'hanno costretto nel 2010 a giocare 59 partite, 39 nel 2011, 17 nel 2012.
Nel 2014 gioca la sua ultima stagione nei New York Yankees.

## Record
Per quanto riguarda le singole stagioni, Brian è leader di tutti i tempi in Double conquistate in una stagione con 56 ed ha all'attivo il 4º posto assoluto in basi rubate con 50.
Per quanto riguarda il totale, attualmente occupa il 3º posto assoluto degli Orioles in basi totali rubate in carriera con 276 totali dietro a George Sisler e a Brady Anderson.
Attualmente è in quinta posizione per Double in carriera con 340 totali.

### Palmarès
- All-Star Games

2005, 2007